# Another Day on Earth
Another Day on Earth je studiové album britského hudebníka Briana Eno. Album poprvé vyšlo 13. června 2005 u vydavatelství Hannibal Records.
Části skladeb „Going Unconscious“ a „The Demon of the Mines“ byly použity ve filmu Svěrací kazajka z roku 2005. Skladbu „How Many Worlds“ předělala Marianne Faithfull a vydala ji na svém albu Easy Come, Easy Go z roku 2008.

## Seznam skladeb
Autorem hudby i textů je Brian Eno, pokud není uvedeno jinak.
| Pořadí | Název                                              | Hudba              | Text                                 | Délka |
| ------ | -------------------------------------------------- | ------------------ | ------------------------------------ | ----- |
| 1.     | This                                               |                    |                                      | 3:33  |
| 2.     | And Then So Clear                                  |                    |                                      | 5:49  |
| 3.     | A Long Way Down                                    |                    |                                      | 2:40  |
| 4.     | Going Unconscious                                  |                    |                                      | 4:22  |
| 5.     | Caught Between                                     |                    | Eno, Danny Hillis, Eck Ogilvie-Grant | 4:25  |
| 6.     | Passing Over                                       |                    |                                      | 4:25  |
| 7.     | How Many Worlds                                    |                    | Eno, Michel Faber                    | 4:47  |
| 8.     | Bottomliners                                       |                    |                                      | 3:59  |
| 9.     | Just Another Day                                   | Eno, Peter Schwalm |                                      | 4:21  |
| 10.    | Under                                              |                    |                                      | 5:19  |
| 11.    | Bone Bomb                                          |                    |                                      | 3:09  |
| 12.    | The Demon of the Mines (bonus na japonském vydání) |                    |                                      | 4:39  |

## Obsazení
- Brian Eno – zpěv, smyčky, různé nástroje
- Jon Hopkins – klávesy
- Leo Abrahams – kytara
- Steve Jones – kytara
- Duchess Nell Catchpole – housle
- Peter Schwalm – klavír, syntezátory
- Willie Green – bicí
- Peter Schwalm – bicí
- Brad Laner – smyčky
- Peter Schwalm – smyčky
- Dino – efekty
- Barry Andrews – efekty
- Inge Zalaliene – mluvené slovo
- Aylie Cooke – mluvené slovo